# Toumeyella parvicornis
La Cocciniglia tartaruga (Toumeyella parvicornis Cockerell) è una  Cocciniglia così chiamata per l'aspetto degli esemplari adulti femminili. Conosciuta anche come "Cocciniglia tartaruga del Pino".

## Biologia della specie
Toumeyella parvicornis è altamente adattabile e può avere un numero di generazioni variabile in base alle condizioni climatiche; in Canada non si riscontra più di una generazione l'anno, numero che aumenta sensibilmente nei paesi tropicali e del mediterraneo. 
Dopo la schiusa delle uova, la neanide di prima età si muove sull’ospite in cerca di un sito di alimentazione adatto. I maschi sono dotati di ali mentre le femmine possono essere trasportate dal vento o da animali. Il loro colore va dal rossastro al marrone scuro la loro dimensione massima non supera il mezzo centimetro. 
L'insetto è un fitomizo, ossia si nutre della linfa di piante succhiandola. La grande quantità di melata prodotta dal parassita favorisce lo sviluppo di fumaggine. I rami e le foglie degli esemplari attaccati si presentano coperti da una fitta coltre scura. Tale stratificazione porta ad una riduzione della fotosintesi e quindi comporta il deperimento degli alberi.

## Origine e diffusione
Toumeyella parvicornis è una specie originaria del Nord America. Nel 2005 è stata segnalata per la prima volta al di fuori del suo areale originale, nei Caraibi (Isole Turks e Caicos), rivelandosi un pericoloso infestante dei pini locali.
Nel 2015 è stata rinvenuta per la prima volta in Campania, primo rilevamento avvenuto in Europa. Dopo aver arrecato ingenti danni al patrimonio arboreo partenopeo e regionale, nel 2018 è stata avvistata anche a Roma, dove ha iniziato a diffondersi fino al centro storico della capitale. Nel 2019 è stato rinvenuto nella città di Pescara.

## Ospiti
In Italia l'ospite privilegiato è il comune Pino domestico che mal tollera la presenza di Toumeyella parvicornis, che spesso ne causa la morte (per sopraggiunta di altri parassiti o per riduzione drastica della capacità fotosintetica). L'insetto sembra non attaccare altre specie di pino presenti in italia. Da primi studi  infatti il Pino d'Aleppo  ne è immune, mentre la cocciniglia difficilmente arreca danno alle altre specie (P. nigra, P. pinaster, P. sylvestris). La sua predilezione per il pino domestico ha portato l'insetto ad essere soggetto di particolari attenzioni giornalistiche e politiche, poiché il suo contenimento si è rilevato necessario per salvaguardare il patrimonio storico formato dai pini delle città italiane.